# Újezd u Plánice
Újezd u Plánice (jusqu'en 1948 : Újezd ; en allemand : Aujest, précédemment : Augezd) est une commune du district de Klatovy, dans la région de Plzeň, en République tchèque. Sa population s'élevait à 123 habitants en 2021.

## Géographie
Újezd u Plánice se trouve à 13 km à l'est-nord-est de Klatovy, à 37 km au sud de Plzeň et à 102 km au sud-ouest de Prague.
La commune est limitée par Předslav et Mlynářovice (Plánice) au nord, par Mlýnské Struhadlo à l'est, par Plánice et Klatovy au sud et par Zbyslav (Plánice) à l'ouest.

## Histoire
La première mention écrite du village date de 1551.

## Transports
Par la route, Újezd u Plánice se trouve à 5 km de Plánice, à 14 km de Klatovy, à 47 km de Plzeň et à 124 km de Prague.